# Lethe todara
Lethe todara är en fjärilsart som beskrevs av Moore 1881. Lethe todara ingår i släktet Lethe och familjen praktfjärilar. Inga underarter finns listade i Catalogue of Life.